# Marlene Bindig
Marlene Bindig (* 19. Januar 1997) ist eine ehemalige deutsche Turnerin.

## Werdegang
Bindig, die für den Dresdner SC (DSC) turnte, begann mit dem Sport bereits als Kleinkind. Bereits mit vier Jahren kam sie zum DSC und trainierte dort bei Volker Parsch. Von 2007 bis 2016 lernte sie am Sportgymnasium Dresden, wo sie 2016 das Abitur machte.
Bei den Deutschen Turnmeisterschaften 2014 reiste Bindig als einzige Athletin aus Dresden zu den Wettbewerben und gewann am Boden die Bronzemedaille hinter Kim Bui und Pauline Schäfer. 2015 wurde sie in Gießen gemeinsam mit Leah Grießer Deutsche Meisterin am Boden. Im März 2016 erhielt sie den Sonderpreis der Stadt Dresden bei der Sächsischen Sportlergala.

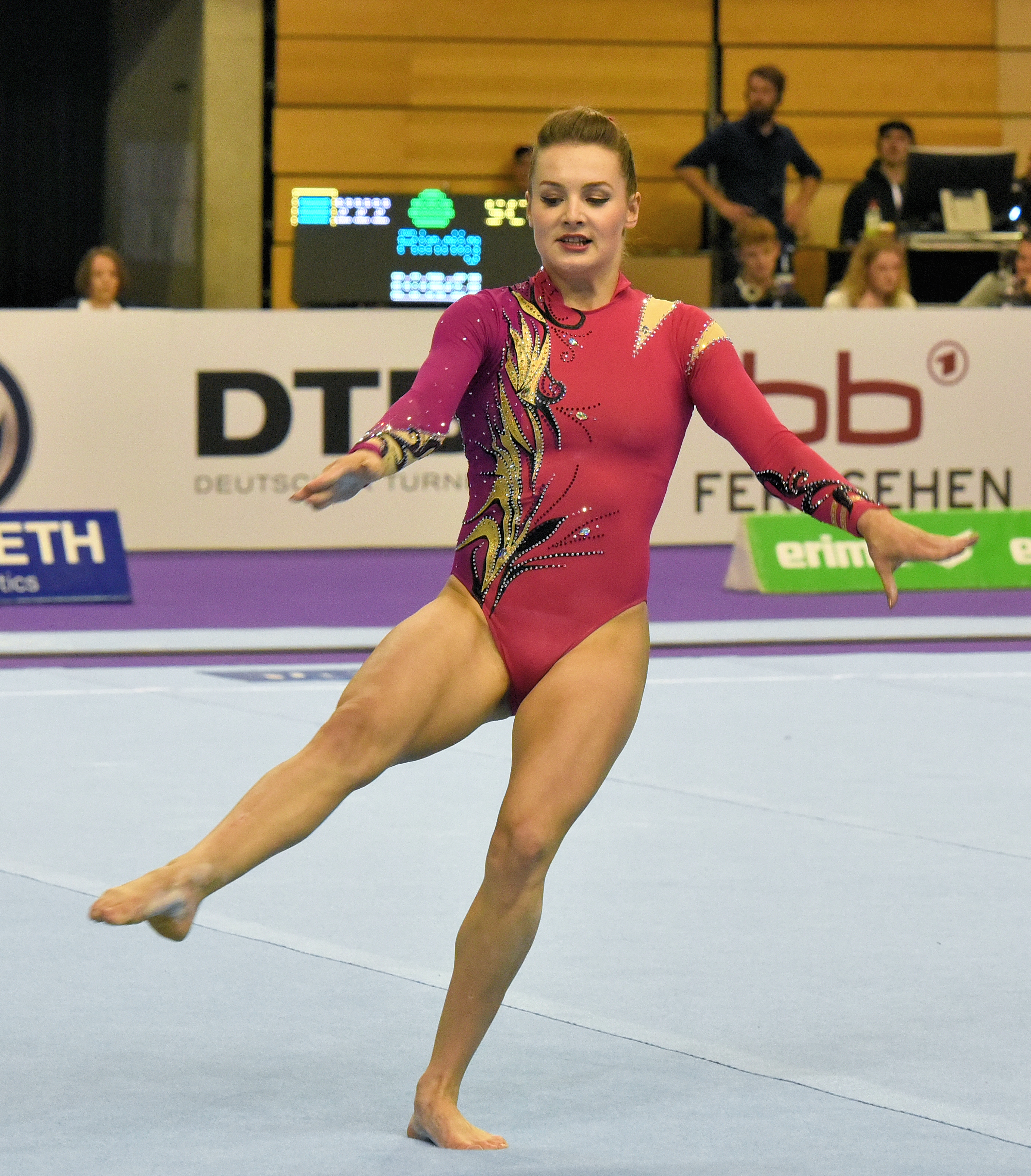
Marlene Bindig am Boden bei den Deutschen Meisterschaften im Rahmen des Internationalen Deutschen Turnfestes 2017

Ein Jahr später im Alter von nur 20 Jahren gab Bindig, die zwischenzeitlich auch als Übungsleiterin für den Nachwuchs aktiv war, ihr Karriereende als Leistungssportlerin bekannt. Als Grund dafür gab sie die Aufnahme eines Studiums für Sport-, Tourismus- und Eventmanagement in Bozen an, wo sie keine optimalen Trainingsbedingungen vorfand. Noch kurz vor ihrem Rücktritt wurde Bindig noch einmal Mehrkampf-Sachsenmeisterin. Ihren letzten großen Wettbewerb bestritt die von Tom Kroker trainierte Dresdnerin bei den Deutschen Meisterschaften 2017 in der Max-Schmeling-Halle in Berlin. Dort gewann sie hinter der Titelverteidigerin Pauline Schäfer noch einmal die Silbermedaille am Boden, punktgleich mit Kim Bui. Nach der Deutschen Meisterschaft bestritt sie trotz zwischenzeitlicher Aufnahme ihres Studiums in Italien noch zwei Wettbewerbe in der 2. Bundesliga für den DSC. Obwohl der Verein schließlich in die 1. Bundesliga aufstieg, gab sie erneut ihren endgültigen Rückzug vom Turnsport bekannt.
Im Mai 2018 erhielt Bindig den „Sportpreis der Landeshauptstadt Dresden für sportliche Spitzenleistungen 2017“ überreicht.
Bindig studiert Business Administration an der International University of Monaco.